# Brengues
Brengues ist eine französische Gemeinde mit 197 Einwohnern (Stand 1. Januar 2022) im Département Lot in der Region Okzitanien (vor 2016: Midi-Pyrénées). Die Gemeinde gehört zum Arrondissement Figeac und zum Kanton Causse et Vallées.
Laut Cassagne leitet sich der heutige Name der Gemeinde von den früheren Namen Bering (Landgut des Bero) ab. Das Suffix „-ing“ ist germanischen Ursprungs. Die Person könnte im dritten oder vierten Jahrhundert vom Gouverneur der römischen Provinz ermutigt worden sein, auszuwandern, um Neuland zu erschließen und dieses zu kultivieren. Wahrscheinlicher war Bero ein westgotischer oder fränkischer Krieger, der mit seinem Heer im fünften oder sechsten Jahrhundert in der Gegend einfiel. Die Identifizierung fällt insofern schwer, als sich die Galloromanen im Hochmittelalter germanische Namen gaben, wie es in der Mode zu dieser Zeit war. In einem kirchlichen Kataster des 13. Jahrhunderts wurde das Dorf unter dem Namen Villa de Berengo erwähnt. Einige Etymologen schlossen daraufhin, dass der Name der Gemeinde seinen Ursprung in „die Ländereien des Herrn Béranger“ habe, andere sehen im Toponym eine „Villa des Galloromanen Berengus“.
Die Einwohner werden Brengois und Brengoises genannt.

## Geographie
Brengues liegt circa 16 Kilometer westlich von Figeac in der historischen Provinz Quercy im Regionalen Naturpark Causses du Quercy.
Umgeben wird Brengues von den sieben Nachbargemeinden:
| Espédaillac   | Grèzes                                      |                         |
| Saint-Sulpice | Kompassrose, die auf Nachbargemeinden zeigt | Espagnac-Sainte-Eulalie |
| Saint-Chels   | Gréalou                                     | Béduer                  |

Brengues liegt im Einzugsgebiet des Flusses Garonne. Der Célé, ein Nebenfluss des Lot, durchquert in Schlingen das Gebiet der Gemeinde von Nordost nach Südwest.

## Einwohnerentwicklung
Nach Beginn der Aufzeichnungen stieg die Einwohnerzahl bis zur zweiten Hälfte des 19. Jahrhunderts auf einen Höchststand von rund 615. In der Folgezeit sank die Größe der Gemeinde bei kurzen Erholungsphasen bis zu den 1980er Jahren auf 150 Einwohner, bevor sich eine Wachstumsphase einstellte, die die Einwohnerzahl auf einem Niveau von rund 200 stabilisierte.
| Jahr      | 1962 | 1968 | 1975 | 1982 | 1990 | 1999 | 2006 | 2011 | 2022 |
| --------- | ---- | ---- | ---- | ---- | ---- | ---- | ---- | ---- | ---- |
| Einwohner | 183  | 169  | 158  | 150  | 159  | 175  | 212  | 192  | 197  |

## Sehenswürdigkeiten

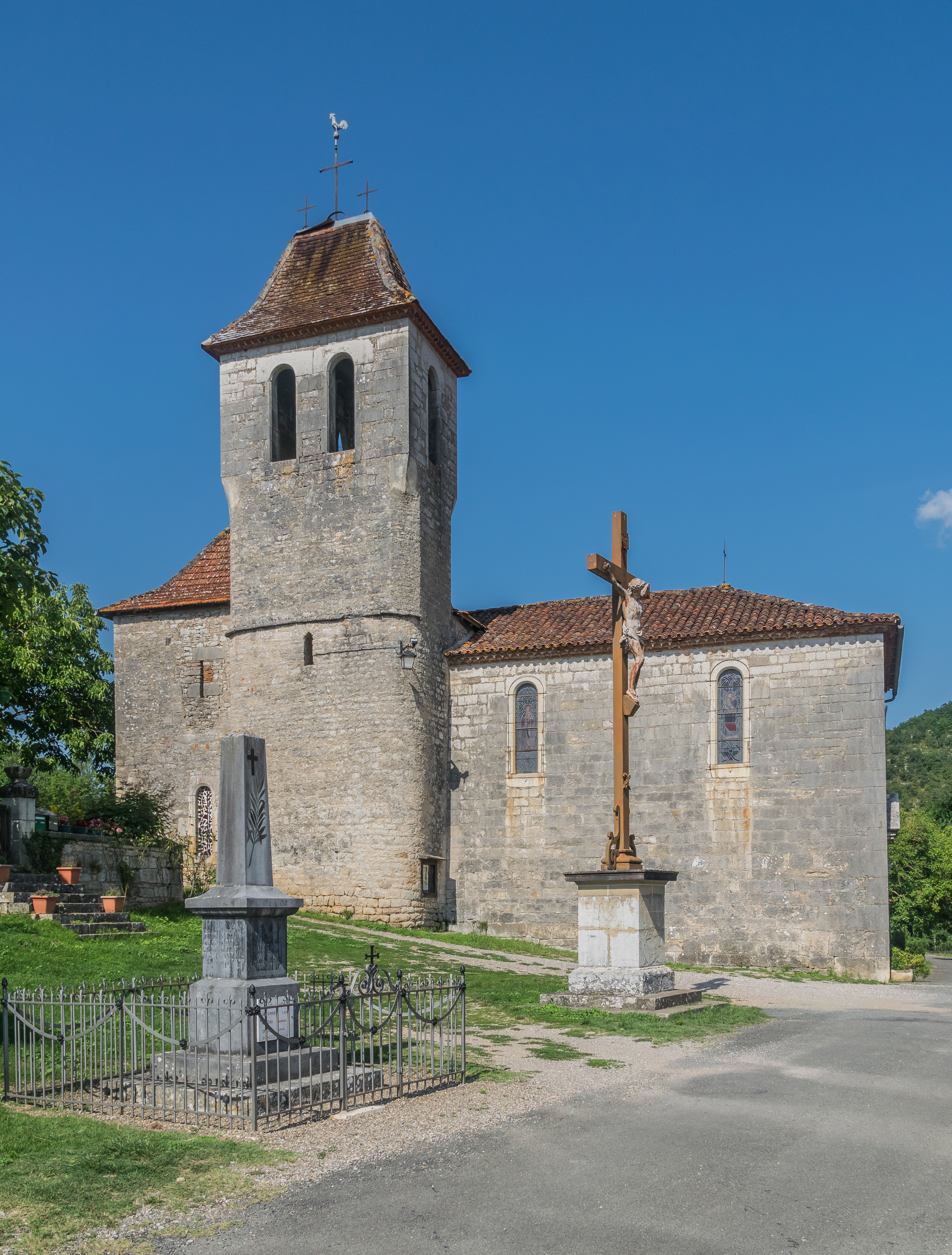
Pfarrkirche Saint-Saturnin

### PfarrkircheSaint-Saturnin

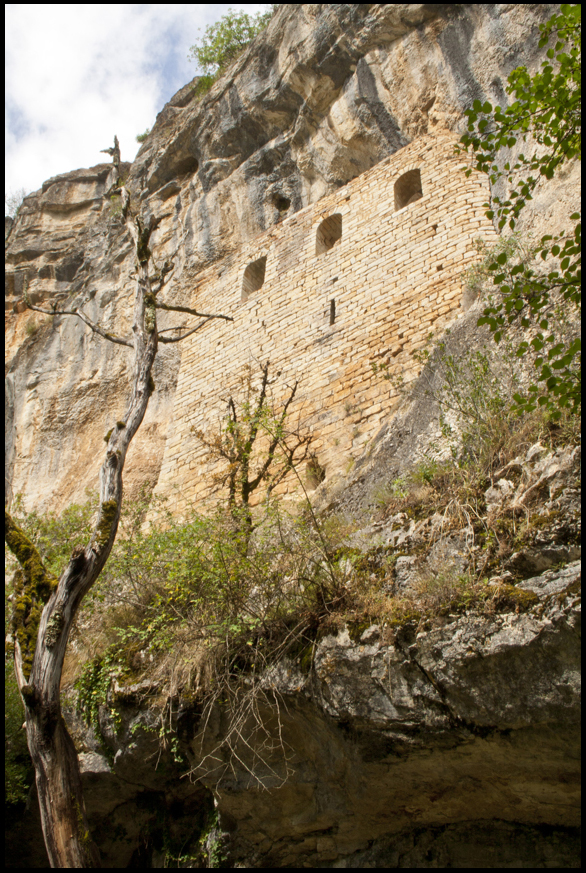
Burgruine des Anglais

Die Apsis und das westliche Ende des ursprünglichen Langhauses sind Überbleibsel einer Kirche mit abgerundeten Ecken aus dem zehnten oder elften Jahrhundert. Eine Kapelle wurde an der Nordseite vermutlich in der zweiten Hälfte des 15. Jahrhunderts angefügt. Das Gebäude wurde im Jahre 1835 grundlegend umgebaut. Es wurde ein neues Langhaus errichtet, das die bisherige Ostung in einer Nord-Süd-Orientierung änderte. Hierbei wurden die Steine der Kirche Saint-Barthélemy wiederverwendet, die sich auf der Causse befunden hatte. Die Gewölbe der ehemaligen Kirche wurden in Kapellen umgewandelt. Das westliche Ende des ehemaligen Langhauses bildet heute die erste Ebene des Glockenturms, der neben dem Gebäude aufragt. Die heutige Apsis war vor dem Umbau eine Seitenkapelle.

### Burgruinedes Anglais
Anders als ihr Name „Burg der Engländer“ es vermuten lässt, wurde die Burg zu keinem Zeitpunkt von englischen Söldnern erobert. Vielmehr nutzten die Bewohner des Dorfes die Festung, um sich vor Angriffen von bewaffneten Truppen zu schützen. Während der Hugenottenkriege wurde die Burg als Gefängnis genutzt. Die Einwohner von Brengues waren zum Protestantismus konvertiert und entführten Katholiken, um Lösegeld zu fordern.
Bei dem heute erhaltene Teil der Burganlage handelt es sich um zwei L-förming angeordnete Mauern auf einem Felsvorsprung. Im Felsen sind Löcher für die Verlegung von Stützbalken zu sehen sowie Stollen, in denen menschliche Gebeine und Fossilien von Tieren der Urgeschichte gefunden wurden. Der Mauerwerksverband und die Formen der Fensteröffnungen erlauben es, die Errichtung des Hauptgebäudes auf das 12. Jahrhundert zu datieren. Im 17. Jahrhundert erwähnte der Abt de Fouilhac ein befestigtes Tor, das im Jahre 1347 hinzugefügt wurde. Das südliche Tor, das mit einer Kreuzscharte versehen ist, könnte dieses Tor sein. Jacques-Antoine Delpon erwähnte 1831 ein zweites Tor, das heute verschwunden ist. Die Burgruine ist seit dem 30. Oktober 1925 als Monument historique eingetragen und nicht zugänglich.

### Herrenhaus Caudenac
Das im 15. Jahrhundert errichtete Anwesen wurde manchmal unter dem Namen Capdenac in den alten Schriften erwähnt. Das Lehen gehörte im 13. Jahrhundert zum Baronat von Arnaud Barasc de Béduer. In den Schriften aus dem Jahre 1272 wird Jean de Caudenat erwähnt, im 17. Jahrhundert besaß die Familie Murat das kleine Lehen. Das Gebäude besteht aus zwei Flügeln. Eine lange, durch ein Vordach geschützte Galerie verläuft entlang der ersten Etage der Westfassade. Ein kleiner viereckiger Turm aus Fachwerk mit einem Zeltdach aus Flachziegeln flankiert die südwestliche Ecke des Wohntrakts, der mit einem Mansarddach gedeckt ist. Das Herrenhaus ist in Privatbesitz und der Öffentlichkeit nicht zugänglich.

### Dolmen

Dolmen in Brengues
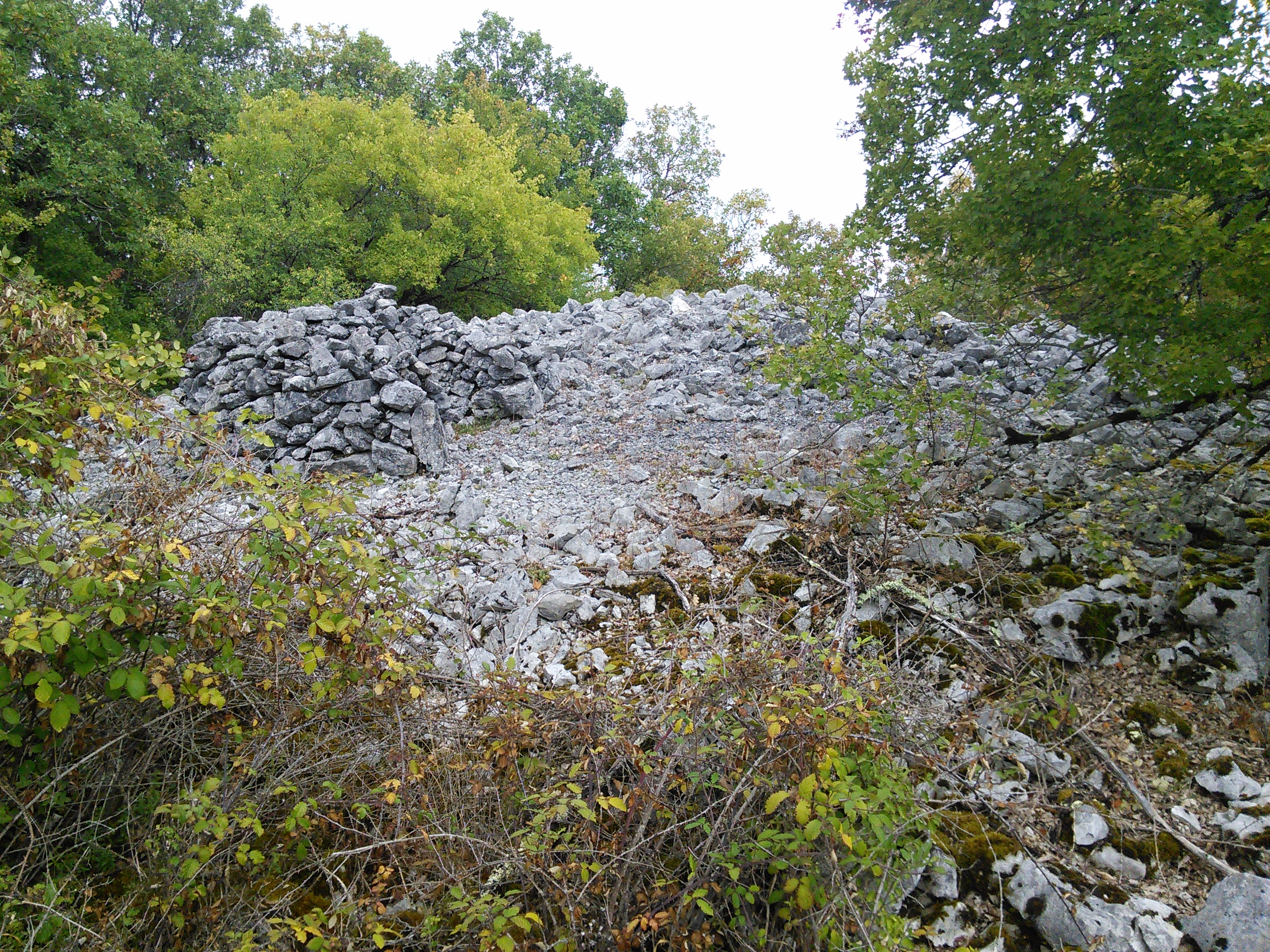
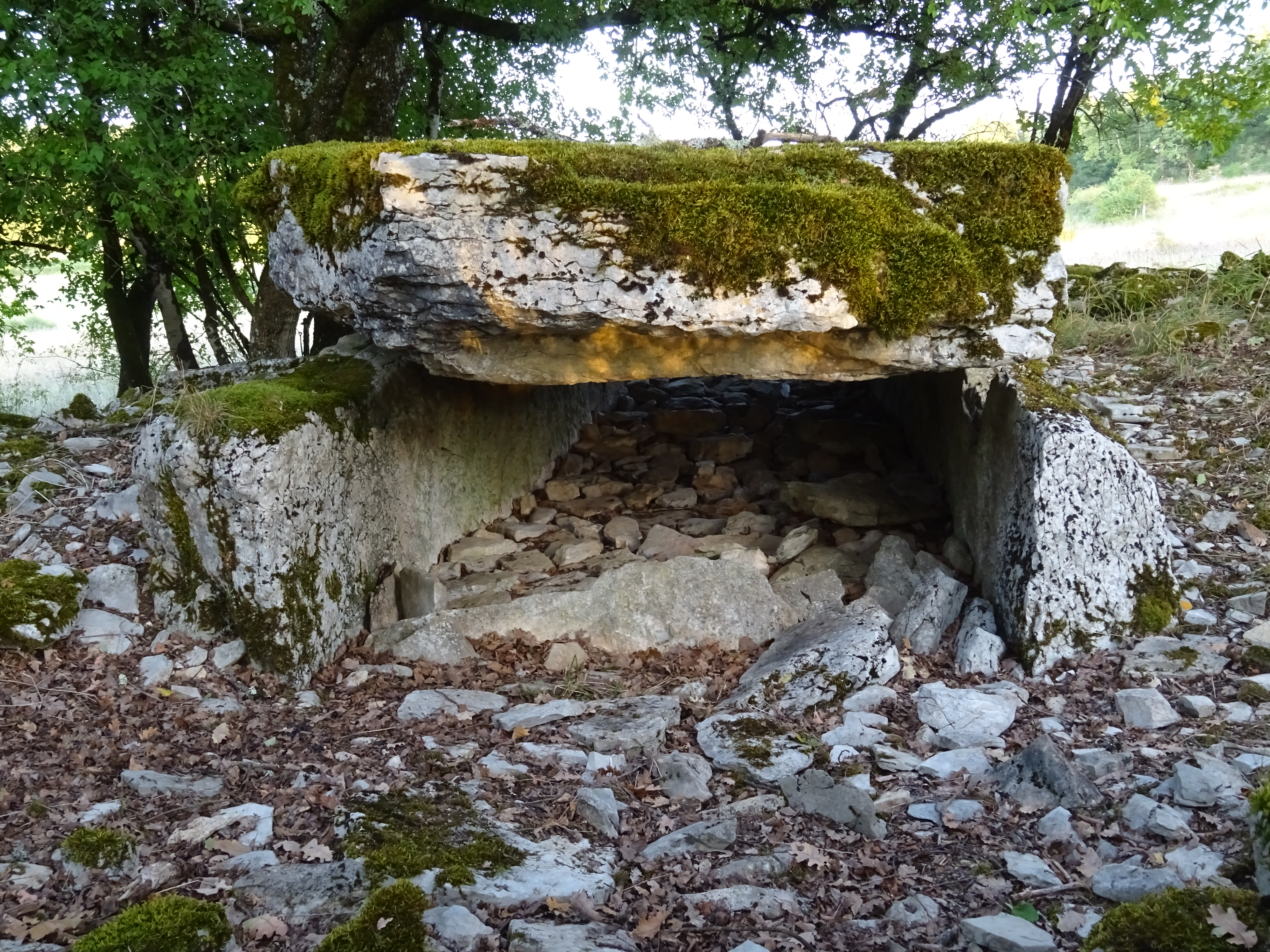
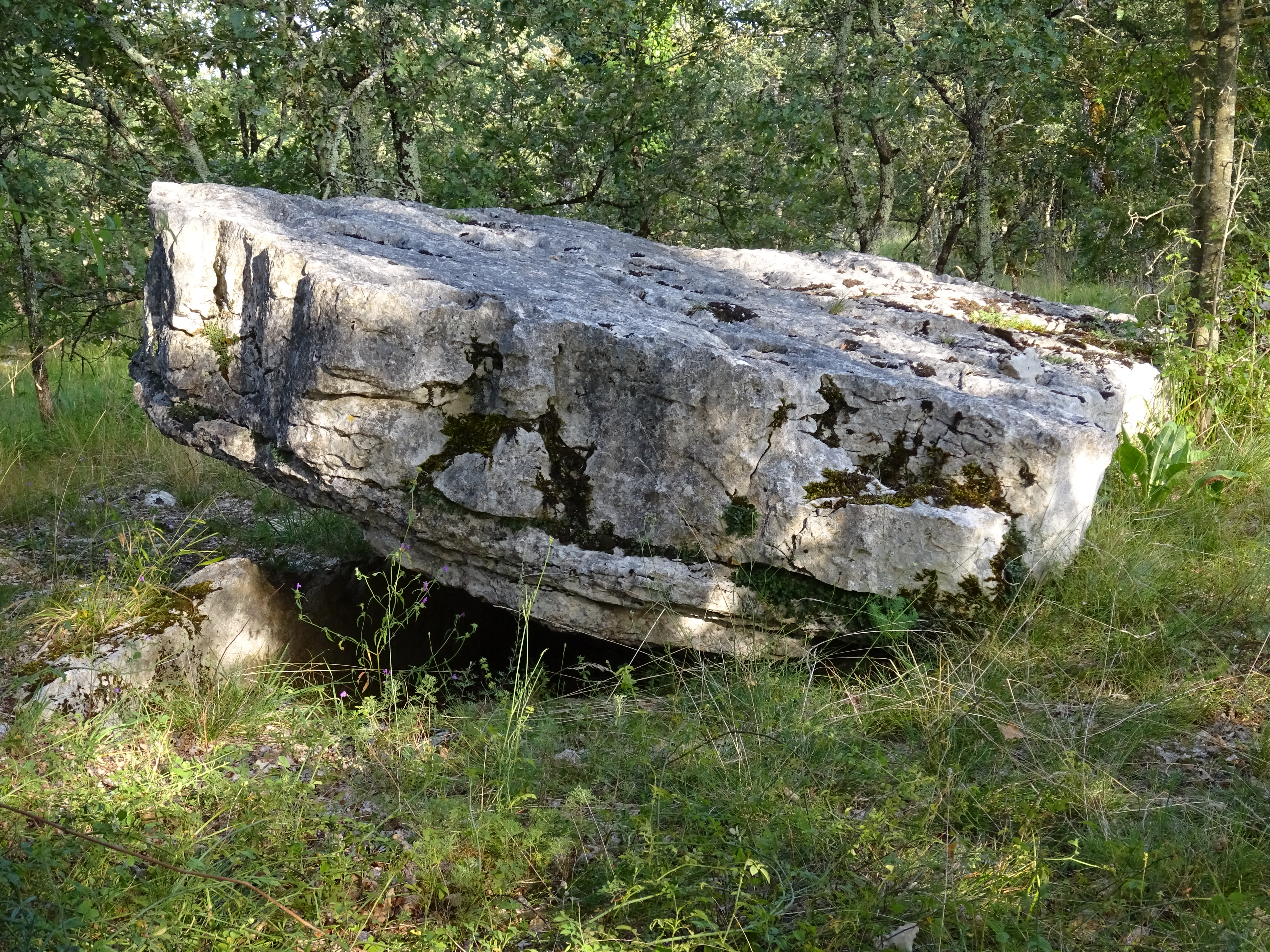
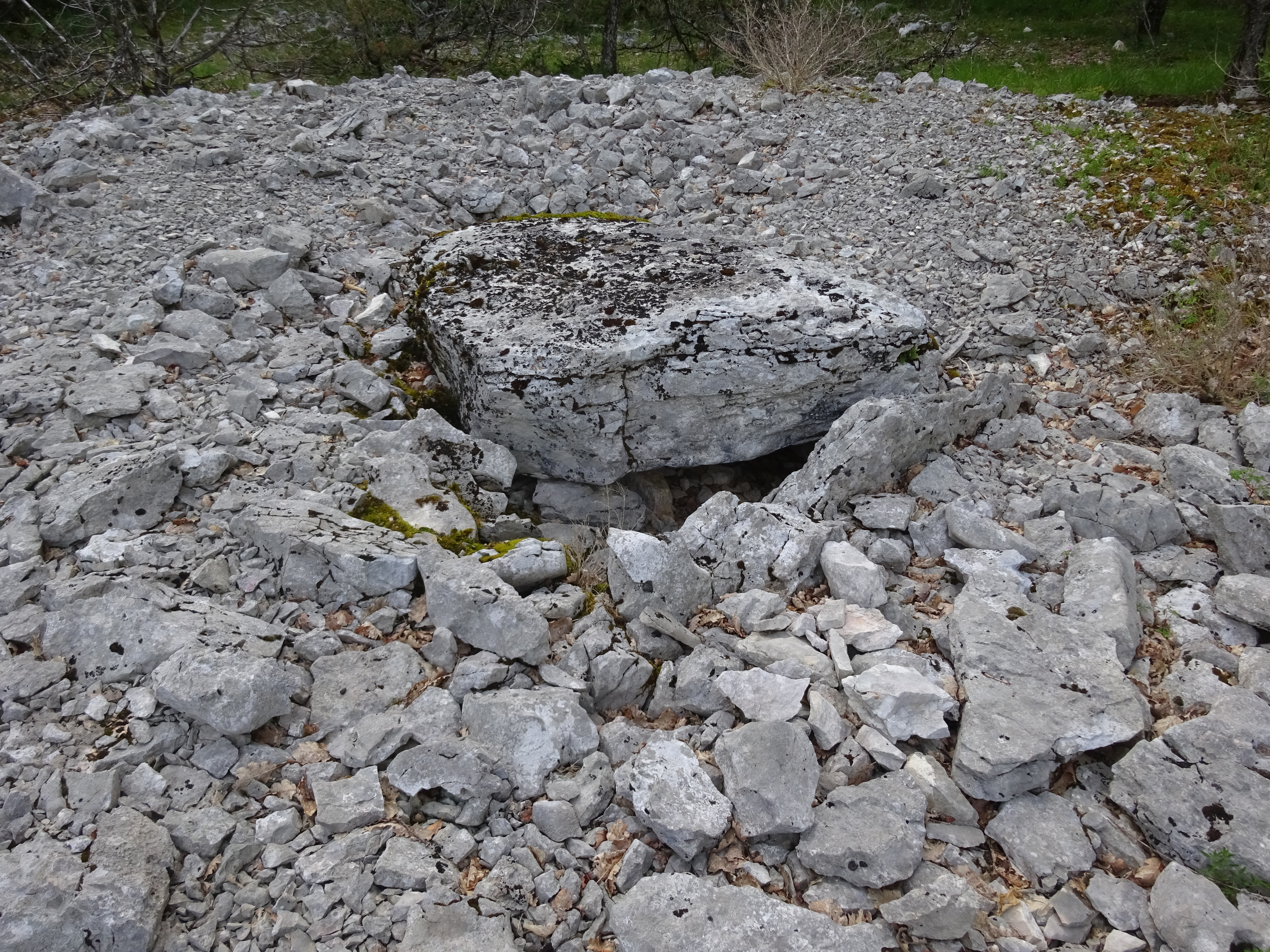

Auf dem Gebiet der Gemeinde befinden sich mehrere Dolmen:
- Dolmen von Cayrou Gros
- Dolmen du Pré de Linars
- Dolmen von Lapeyrière

- Dolmen von Fourques Hautes

- Dolmen von Fourques Basses

## Wirtschaft und Infrastruktur

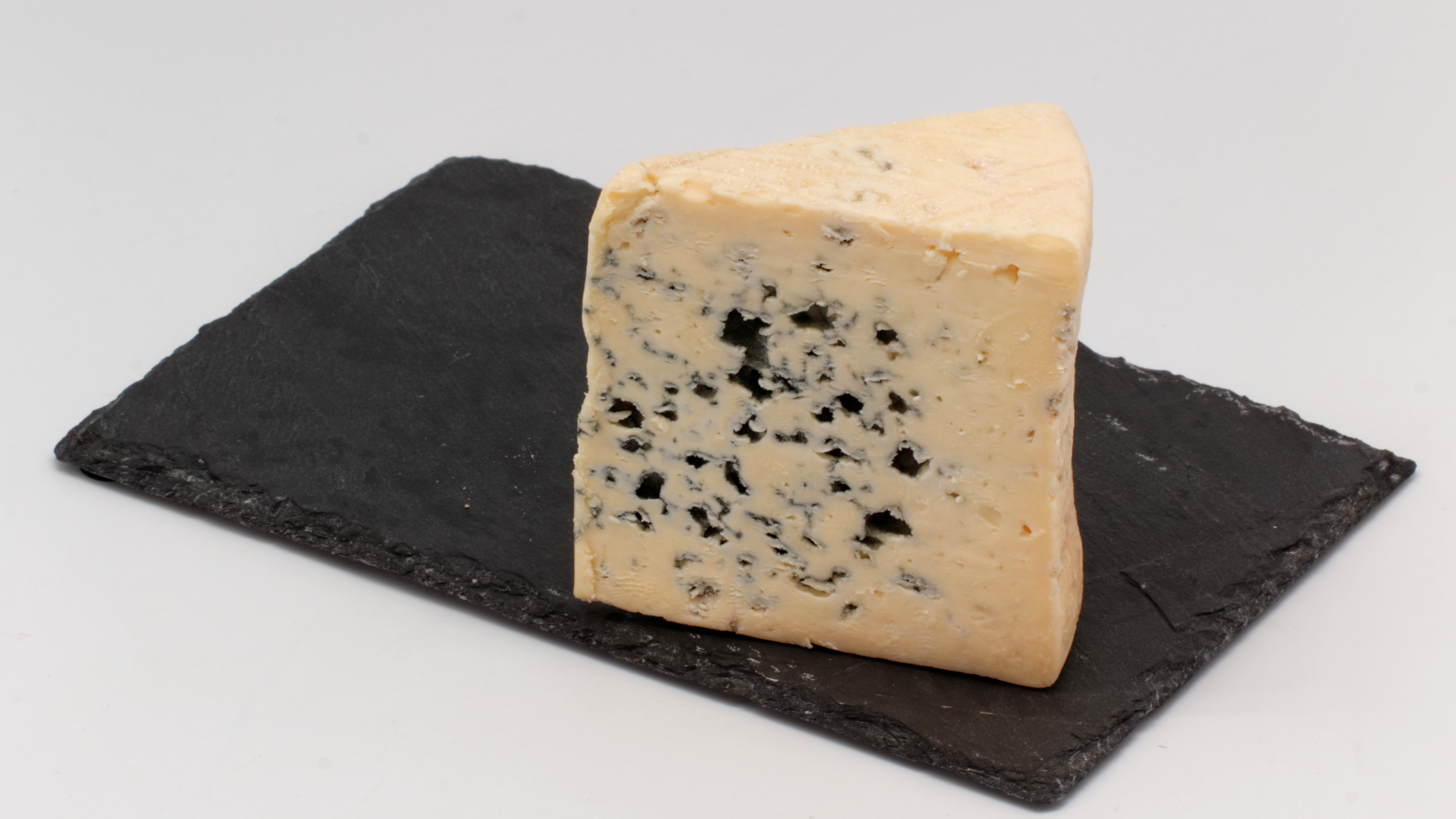
Blauschimmelkäse Bleu des Causses
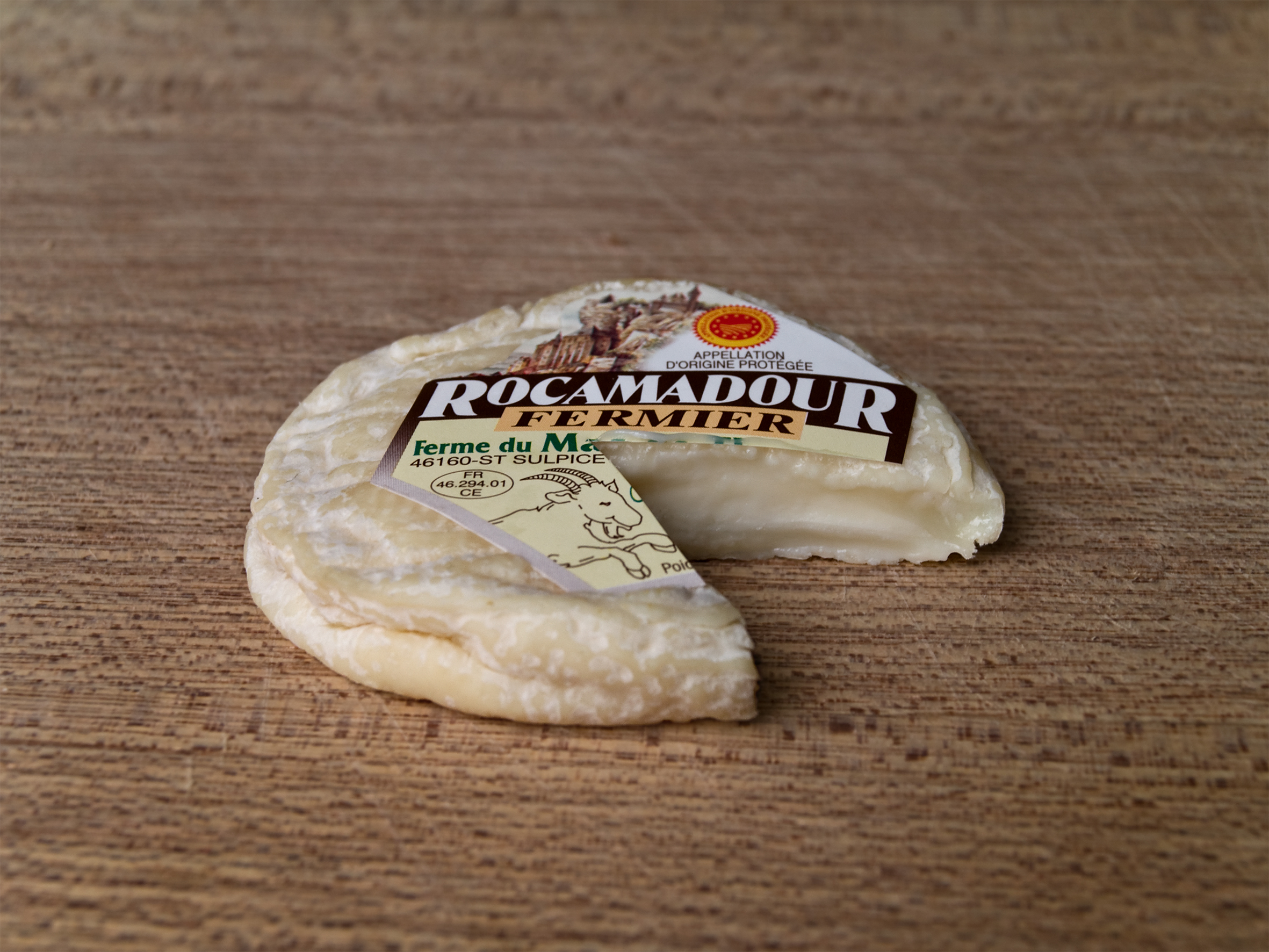
Rocamadour-Käse

Brengues liegt in den Zonen AOC des Blauschimmelkäses Bleu des Causses und des Rocamadour, eines Käses aus Ziegenmilch.

### Bildung
Die Gemeinde verfügt über eine öffentliche Grundschule.

Logo des Jakobswegs

### Sport und Freizeit
Der Fernwanderweg GR 651 führt auch durch das Zentrum von Brengues. Er ist ein alternativer Weg der Via Podiensis, einem der vier Jakobswege in Frankreich.

### Verkehr
Brengues ist erreichbar über die Routes départementales 13, 38, 41, 83 und 653, der ehemaligen Route nationale 653.